# Itabashi
Itabashi (板橋区, Itabashi-ku) est un des vingt-trois arrondissements spéciaux (特別区, tokubetsu-ku) formant l'ancienne ville de Tokyo, au Japon. Le 1er octobre 1932, neuf bourgs et villages du district de Kitatoshima ont fusionné pour former un arrondissement de la ville de Tokyo. Le 3 mai 1947, Itabashi est devenu un arrondissement spécial et le 1er août de la même année, Nerima s'est séparé de l'arrondissement pour former un arrondissement indépendant.
La population de l'arrondissement est de 547 270 habitants (au 1er mai 2015) pour une superficie de 32,17 km2.

## Histoire
Le nom de cet arrondissement signifie « pont en planche » et dérive d'un pont en bois qui enjambait la rivière Shakujii pendant la période Heian. La construction d'un tel pont est remarquable pour l'époque.

## Quartiers

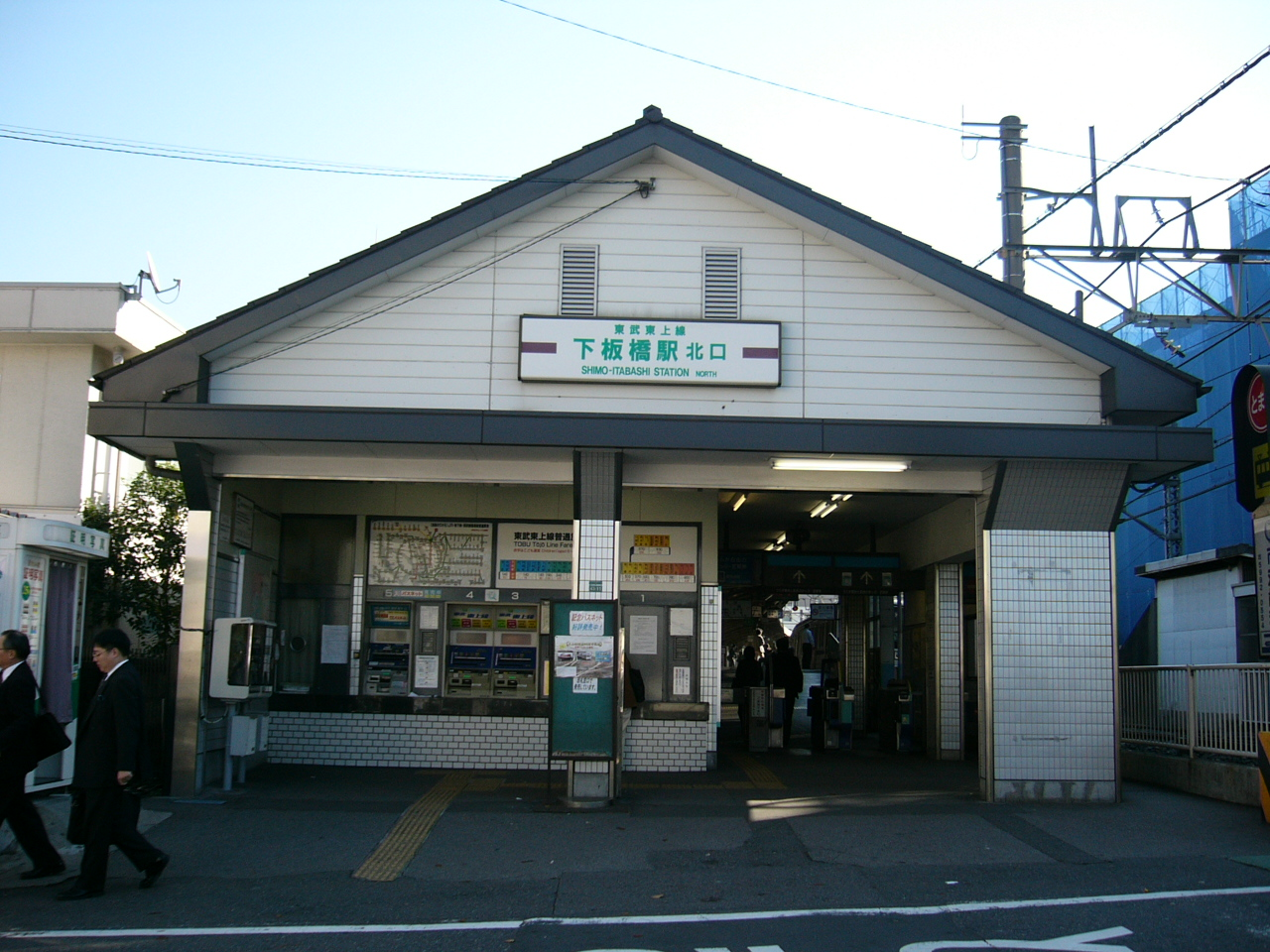
Gare de Shimo-Itabashi.

- Itabashi
- Takashimadaira